# Cyclisme aux Jeux panaméricains de 1959
Navigation
Jeux panaméricains de 1955 Jeux panaméricains de 1963
Les compétitions de cyclisme des Jeux panaméricains 1959 se sont déroulées du 27 août au 7 septembre à Chicago, États-Unis. L'Argentin Ricardo Senn remporte quatre médailles lors de ces Jeux (deux en or et deux en bronze).

## Podiums

### Courses sur route
| Compétitions                 | Or                                                               | Argent                                                   | Bronze                                           |
| ---------------------------- | ---------------------------------------------------------------- | -------------------------------------------------------- | ------------------------------------------------ |
| Course en ligne individuelle | Ricardo Senn (ARG)                                               | Francisco Lozano (MEX)                                   | René Deceja (URU)                                |
| Course en ligne par équipes  | Argentine Ricardo Senn Héctor Acosta Carlos Alberto Vázquez (en) | Mexique Francisco Lozano Filiberto Mercado Jacinto Brito | Uruguay René Deceja Walter Moyano Rodolfo Rodino |

### Courses sur piste
| Compétitions          | Or                                                                   | Argent                                                                     | Bronze                                                                 |
| --------------------- | -------------------------------------------------------------------- | -------------------------------------------------------------------------- | ---------------------------------------------------------------------- |
| Kilomètre             | Anésio Argenton (BRA)                                                | David Staub (USA)                                                          | Ricardo Senn (ARG)                                                     |
| Vitesse               | Juan Carlos Canto (ARG)                                              | Jack Disney (USA)                                                          | Carlos Alberto Vázquez (en) (ARG)                                      |
| Poursuite par équipes | États-Unis Richard Cortright Charles Hewett Robert Pfarr James Rossi | Uruguay Rodolfo Rodino Juan José Timón Eduardo Puertollano Héctor Placeres | Argentine Ricardo Senn Antonio Alexandre Héctor Acosta Federico Cortés |